# Taikjoku (formagyakorlat)
A Taikyoku a katák egy típusa, amelyet Funakosi Gicsin hozott létre a sótókan rendszerében. Eredetileg hat volt. Több más karatestílus is átvette. legegyszerubb es legkonnyebb kata

## Szono Icsi
A szono icsi ("szono egy") nevű kata a zenkucu-dacsi (z.-állás) nevű kumite dacsi (küzdőállás), az elsőlábas középső ütés (oj csudan cuki), az elsőlábas alsó söprés (oj gedan barai), a forgás és a kiai-kiáltás begyakorlására használatos. (Az „elsőlábas” kifejezés itt az elöl lévő láb szerinti kezet jelenti.)
- Fudo-dacsi
  - Joj
- Fordulás
  - Zenkucu-dacsi - oj gedan barai
  - Zenkucu-dacsi - oj csudan cuki
- Fordulás
  - Zenkucu-dacsi - oj gedan barai
  - Zenkucu-dacsi - oj csudan cuki
- Fordulás
  - Zenkucu-dacsi - oj gedan barai
  - Oj csudan cuki
  - Oj csudan cuki
  - Oj csudan cuki és kiai
- Fordulás
  - Oj gedan barai
  - Oj csudan cuki
- Fordulás
  - Oj gedan barai
  - Oj csudan cuki
- Fordulás

## Szono Ni
A szono ni ("szono kettő") nevű kata a szono ichitől annyiban különbözik, hogy minden ütés a fejet támadja (oj dzsodan cuki)
- Fudo-dacsi
  - Joj
- Fordulás
  - Zenkucu-dacsi - oj gedan barai
  - Zenkucu-dacsi - oj dzsodan cuki
- Fordulás
  - Zenkucu-dacsi - oj gedan barai
  - Zenkucu-dacsi - oj dzsodan cuki
- Fordulás
  - Zenkucu-dacsi - oj gedan barai
  - Oj dzsodan cuki
  - Oj dzsodan cuki
  - Oj dzsodan cuki és kiai
- Fordulás
  - Oj gedan barai
  - Oj dzsodan cuki
- Fordulás
  - Oj gedan barai
  - Oj dzsodan cuki
- Fordulás

## Szono Szan
A szono szan ("szono három") valamennyivel több dologban különbözik az azt megelőző kettőtől.